# Liste der Mitglieder der Deutschen Akademie der Naturforscher Leopoldina/1762
Die Liste der Mitglieder der Deutschen Akademie der Naturforscher Leopoldina für 1762 enthält alle Personen, die im Jahr 1762 zum Mitglied ernannt wurden. Insgesamt gab es sechs neu gewählte Mitglieder.

## Mitglieder
| Nr. | Name                       | Beiname                 | Geboren       | Aufnahme | Gestorben     | Bild                                              | Datenbank |
| --- | -------------------------- | ----------------------- | ------------- | -------- | ------------- | ------------------------------------------------- | --------- |
| 647 | Wilhelm Ludwig Will        | Leonides IV.            | 25. Aug. 1726 | 7. Mrz.  |               |                                                   | 7295      |
| 648 | Ernst Jeremias Neifeld     | Nileus II.              | 18. Jan. 1721 | 20. Apr. | 26. Apr. 1773 | Ernst Jeremias Neifeld. Stich von Schleuen.       | 5813      |
| 649 | Johann Ulrich von Bilguer  | Nymphodorus IV.         | 1. Mai 1720   | 17. Mai  | 6. Apr. 1796  |                                                   | 2012      |
| 650 | Charles Morton             | Antigenes Cleophantinus |               | 12. Aug. |               |                                                   | 5737      |
| 651 | Friedrich Casimir Medicus  | Micon II.               | 1736          | 10. Sep. | 15. Juli 1808 | Friedrich Casimir Medicus; zeitgenössischer Stich | 5585      |
| 652 | Dyonisius van de Wynpersse | Tymaeus II.             |               | 24. Nov. |               | Dionysius van de Wijnpersse                       | 7366      |

## Hinweis zu den Lebensdaten
In der Liste sind zunächst die Lebensdaten gemäß Archiv der Leopoldina aufgenommen. Diese beziehen sich auf die Angaben gem. Neigebaur (1860) und Ule (1889). Die Lebensdaten im Namensartikel können daher von den Lebensdaten in der Liste abweichen.